# Michael Lercher
Michael Lercher (6 gennaio 1996) è un calciatore austriaco, difensore del Kalsdorf.

## Caratteristiche tecniche
È un terzino sinistro.

## Carriera
Cresciuto nel settore giovanile del Werder Brema, nel 2015 è stato acquistato dal Wacker Innsbruck a titolo definitivo. Ha debuttato fra i professionisti il 17 luglio disputando l'incontro di ÖFB-Cup vinto ai rigori contro il Blau-Weiß Linz.
Il 29 agosto 2017 si è trasferito al Mattersburg.